# Dhammakaya
De Dhammakaya-traditie is een Thais-boeddhistische traditie afkomstig van de Thaise tempel Wat Paknam Basicharoen in Bangkok, voorheen deel van Thonburi.
De traditie is begonnen toen de meditatiemeester Phramongkolthepmuni (1884-1959) eerst in Wat Bangpla, maar met name in Wat Paknam zijn nieuw ontdekte inzichten begon te onderwijzen. Alhoewel onderzoekers en schrijvers de beweging vaak voornamelijk associëren met de Wat Phra Dhammakaya-tempel in Patumthani, zijn er in werkelijkheid vele tempels in Thailand die verbonden zijn aan Wat Paknam en in dezelfde meditatietraditie van Wat Paknam staan. Wat Phra Dhammakaya staat dus in een traditie, en is niet een nieuwe beweging zonder wortels.
Wat Paknam en Wat Phra Dhammakaya behoren tot de Mahānikāya-orde, de oudste kloosterorde in Thailand. De meditatietraditie van Wat Paknam wordt dus gewoonlijk omschreven als "Dhammakaya-meditatie" of als "Middle Way Meditation" en gaat gekenmerkt door concentratie op het middelpunt van het lichaam, visualisatie van een Boeddha in zichzelf, een kristallen sfeer, of een heldere lichtbron, en het gebruik van de mantra 'Sammā Arahaṃ'. Dhammakaya-meditatie is momenteel een van de snelst groeiende vormen van meditatiebeoefening in Zuidoost-Azië.